# Vola and the Oriental Machine
Vola and the Oriental Machine (также известны как Vola)  — японская рок-группа, созданная барабанщиком из Number Girl и Zazen Boys Ахито Инадзавой в 2005 году. Группа названа в честь футбольной команды Vola F.C, а также в честь одноимённой группы, созданной Инадзавой после ухода из Number Girl в 2002 году.

## История
После ухода из Zazen Boys из-за музыкальных предпочтений в 2005 году, барабанщик Ахито Инадзава сформировал группу Vola and the Oriental Machine. Инадзава, хорошо известный за его барабанные партии в Number Girl, Zazen Boys и некоторых других проектах, удивил людей, став в новой группе не барабанщиком, а её фронтменом. Он взял псевдоним Vola и стал отвечать за вокал и ритм-гитару. Аоки Ютака из downy стал соло-гитаристом, Накахата Дайки из Syrup16g был нанят на роль барабанщика, на бас-гитаре играет Ёсинори Ариэ из Lost in Time.
Группа выпустила дебютный мини-альбом Waiting for My Food 25 января 2006 года. Их первый альбом Android: Like a House Mannequin был выпущен 11 апреля 2007 года. CD-диск альбома также включал в себя ремикс песни Yume Shindan, спродюсированный вокалистом группы Polysics, Хироюки Хаяси. Музыка из альбома была использована в рекламе популярного японского журнала PS (Pretty Style).

## Состав

### Действующий состав
- Ахито Инадзава (アヒト・イナザワ) — родился 6 июня 1973 года в Фукуоке, Япония.
- Ёсинори Ариэ (有江嘉典) — родился 25 декабря 1969 года в Фукуоке, Япония.
- Дайки Накахата (中畑大樹) — родился 25 июля 1974 года в Аомори, Япония.
- Эйсукэ Нарахара (楢原英介) — родился 6 августа 1981 года в Чибе, Япония. Раньше Нарахара играл как временный музыкант после ухода Аоки Ютаки. Нарахара стал полноправным членом группы 1 декабря 2008 года[4].

### Бывшие музыканты
- Аоки Ютака (青木裕) — родился 29 января 1970 года в Ибараки, Япония. Ушёл из группы 30 сентября 2008 года, чтобы больше времени отдавать рок-группе inkie. Умер 19 марта 2018 года.

## Дискография

### Альбомы
- [2006.01.25] Waiting for My Food (mini)

1. Principle of Machine
2. A Communication Refusal Desire
3. Concour
4. Nageri to Kasuppa
5. Yume Shindan
6. Fatal Incident (Please Take My Breath Away)
7. Song of Ruin

- [2007.04.11] Android: Like a House Mannequin

1. Oriental Machine
2. Mexico Pub
3. Waiting for My Food
4. Hane no Hikari (album ver.)
5. Mind Control
6. Food’s Next
7. Blue Song
8. Yume Shindan (Carte…….Nashi…….mix)
9. To-Ki-Me-I-Te Tonight flight
10. The Counterattack of the Dreamer (Yumemibito no Gyakushu)

- [2008.10.08] Halan’na-ca Darkside (mini)

1. S.E.
2. Self-Defense
3. An Imitation’s Superstar
4. 深海における捕食行動考 (Interlude)
5. Soft Genocide
6. 人造人間症候群 (Interlude)
7. Internal Division
8. X線技師の苦悩 (Interlude)
9. Double Standard

- [2009.07.29] Sa-Ka-Na Electric Device

1. Oriental Melancholy
2. Turning Turning
3. Weekend Lovers
4. Dark Emperor
5. No Dream
6. In the Morning
7. The Sea of the Sand
8. A Sick Island
9. Dead or Dance!!
10. Kirakira Future days

- [2010.09.22] Principle

1. The Empire of Vola
2. Thank You My Force
3. Risky the Stars
4. Magic Tantric Dancehall
5. Rough Consensus: 特定問題に関する「集団の感覚」
6. Flag
7. 80s Man
8. Hello Darkness, My New World
9. Panic in the Tokyo
10. The Beginning of the Beginning

- [2019.04.03] Transducer

1. Hangover & Volafc.Com
2. Mac-Roy
3. Rare Case a Windows
4. Perfect Yellow
5. Winter Ghost
6. Parallel lines
7. Last Dance

### Синглы
- [2006.10.25] Hane no Hikari

1. Hane no Hikari
2. Comeback in Darkness
3. Kamu Neko

- [2009.06.17] 50/50

1. Weekend Lovers
2. Sweet Men